# Туя західна (Чернівці)
Ту́я за́хідна — ботанічна пам'ятка природи місцевого значення в Україні. Розташована в межах міста Чернівці, вулиця Сімовича, 15. 
Площа 0,003 га. Статус надано згідно з рішенням 6 сесії Чернівецької обласної ради XXIV скликання від 27 грудня 2002 року №№ 127-6/02. Перебуває у віданні: Міжрайонна природоохоронна прокуратура. 
Статус надано з метою збереження окремого дерева туї західної (Thuja occidentalis) — північноамериканського екзота. Висота дерева бл. 20 м, діаметр стовбура 0,5 м.